# Balduino da Pisa
Balduino o Baldovino (Pisa, ... – 6 ottobre 1145) è stato un religioso, cardinale e arcivescovo cattolico italiano, venerato come beato dalla Chiesa cattolica.

## Biografia
Nato da una nobile famiglia pisana, venne attratto dalla fama di san Bernardo e divenne suo discepolo a Clairvaux, o Chiaravalle. Molto apprezzato per le sue qualità morali, nel novembre del 1130 il maestro lo portò con sé a Clermont, dove Innocenzo II si era rifugiato in seguito allo scisma di Anacleto II. Qui il papa indisse un concilio per confermare la sua elezione al soglio pontificio ed ebbe modo di conoscere Balduino, di cui si fece senza dubbio una buona impressione, creandolo cardinale; fu il primo porporato proveniente dall'Ordine cistercense.
Otto anni dopo, tra l'agosto e l'ottobre del 1137, lo stesso pontefice lo nominò successore del cardinale Uberto Rossi Lanfranchi alla guida dell'arcidiocesi di Pisa e suo legato per la Sardegna. Comparve per la prima volta come arcivescovo consacrato il 22 aprile 1138, quando ottenne la dignità di Primate della provincia ecclesiastica di Torres. Famosa restò la sua visita nell'isola sarda nel 1145, durante la quale scomunicò il giudice di Arborea.
Durante il suo mandato arcivescovile, il 19 luglio del 1138, l'Imperatore Corrado III concesse all'arcidiocesi retta da Balduino i diritti di placito e fodro sulle città e le terre di Vada e Rosignano, ponendo le basi di una disputa che coinvolse per circa un secolo il popolo di questi possedimenti e la Chiesa pisana. Secondo alcune fonti dell'epoca Balduino fu catturato e in seguito rilasciato dai soldati lucchesi durante la presa del castello di Montignoso, avvenuta tra il 1138 e il 1143.
Balduino restò a guida dell'arcidiocesi toscana fino alla sua morte, avvenuta nel 1145. I pisani da allora lo venerarono come beato, ricordandolo il 6 ottobre di ogni anno. È raffigurato con il capo cinto di aureola in un quadro nella Cattedrale di Pisa, nell'atto di approdare in Sardegna e di rifiutare l'omaggio del giudice arborense Comita.